# Филиск Крфски
Филиск Крфски (стгрч. Φιλίσκος ὁ ΚερκυραῖοςΦιλίσκος ὁ Κερκυραῖος), или Филик, био је старогрчки песник. Он је један од седмо песника који су формирали Трагичну плејаду.
Био је и Дионисов свештеник и у том својству је био присутан на крунисању Птолемеја II Филаделфа 284. пре Христа. Плиније наводи да је његов портрет у медитативном ставу насликао Протоген, за којег се зна да је још био жив 304. године пре нове ере.
Написао је 42 драме, о којима не знамо ништа, осим да му се вероватно треба приписати Themistocles, која се убраја у драме Филиска Атинског, комичног песника а вероватно ју је написао Филиск.
Спиридон (Филиск) Самарас из Коркире, композитор Олимпијске химне добио је име по Филиску.